# Trimethylarsin
Trimethylarsin, nach IUPAC auch als Trimethylarsan bezeichnet, ist eine metalloid-organische Verbindung mit der Konstitutionsformel (CH3)3As. Es handelt sich um eine arsenhaltige, leicht verdampfbare flüssige Substanz, deren Geruch an Knoblauch erinnert. Sie wurde 1854 entdeckt.

## Vorkommen und Toxikologie
Trimethylarsin entsteht in Bakterien und Pilzen durch Reduktion von Arsen(V)-Verbindungen mit nachfolgender Methylierung. Der Stoffwechsel von Säugetieren setzt Arsen dagegen zu Dimethylarsin-Verbindungen wie der Dimethylarsinsäure (auch Kakodylsäure) um, die über den Urin ausgeschieden werden können. Die von Arsenverbindungen ausgehenden lebensbedrohlichen Gefahren beruhen auf der Reaktion mit schwefelhaltigen Proteinen, der damit verbundenen Hemmung des Citrat-Zyklus und der Unterbrechung der Substratkettenphosphorylierung innerhalb der Glykolyse.

## Geschichte
Bartolomeo Gosio entdeckte, dass der Pilz Scopulariopsis brevicaulis aus verrottenden Tapeten mit metallhaltigen Farbpigmenten arsenhaltige Gase erzeugt. Leopold Gmelin und viele andere Chemiker setzten sich daraufhin für ein Verbot der arsenhaltigen Farben ein. Der Chemiker Frederick Challenger identifizierte das Gas im Jahre 1932 als Trimethylarsin.
Der Annahme, dass Trimethylarsin für die erheblichen gesundheitlichen Auswirkungen der arsenhaltigen Tapeten verantwortlich sei, scheinen neuere toxikologische Untersuchungen zu widersprechen, wobei sich die Fachwelt hier nicht einig ist.